# 龍兄唬弟2
是一部於2016年上映的美國警匪動作喜劇片，講述前集過的一年後，班·巴柏（Ben Barber）終於要和安吉拉（Angela）踏上婚禮，但在此之前身為實習警察的他必須要和詹姆斯（James）從亞特蘭大至邁阿密處理一宗毒品犯案。電影由提姆·史多利執導，菲爾·海伊與麥特·曼弗雷迪編劇，冰塊酷巴、凱文·哈特、鄭肯、班傑明·布萊特、奧莉薇亞·孟恩、布魯斯·麥吉爾和蒂卡·桑普特主演。本片為2014年電影《龍兄唬弟》的續集，由環球影業定於2016年1月15日美國上映，口碑一般但票房成功。

## 劇情
在犯罪大佬安東尼奧·波普的船上，駭客阿傑竊聽到老闆波普指責給港口專員格里芬偷竊，儘管格里芬否認，但波普仍下令槍殺他，並要求查明是誰偷了自己的錢。這令偷錢的阿傑相當緊張。從警察學校畢業的實習警察班·巴柏跟著詹姆斯·派頓警探偵破毒販特洛伊，但當詹姆斯偽裝成交易者來與特洛伊接觸時，特洛伊反過來威脅他。此時，班介入並導致雙方交火，詹姆斯的搭檔梅菲爾德中彈。經過一番追逐後，特洛伊被補，並在他身上找到了一枚隨身碟。梅菲爾德住院，布魯克斯中尉將詹姆斯送到邁阿密，查明特洛伊為誰工作。班想去證明自己已準備好從事警探，但沒有人相信他，詹姆斯認為班只會製造混亂。
在家裡，班開始計劃他和安吉拉的婚禮，與婚禮策劃人發生衝突。後來在安吉拉的幫助下，詹姆斯答應讓班跟來邁阿密。在邁阿密警局，他們結識兇殺組警探瑪雅·克魯茲幫助。後來，當詹姆斯和班找到阿傑時，阿傑要求到一家夜店見朋友才能拿到所需的資料，但事實上阿傑打算趁機逃脫；在夜店，一名槍手襲來，阿傑逃走，詹姆斯的車則被一枚炸彈炸毀。
班利用阿傑的手機聯繫了他的女朋友塔莎以找到他。阿傑透露，與新的港口專員努涅斯合作的企業家波普其實是個騙子加不法走私者。詹姆斯、班和瑪雅去波普的宅邸參加派對。在阿傑的幫助下，當詹姆斯和班收集訊息時，瑪雅與波普跳舞分散注意力。班成功拿到訊息，但波普逮住了三人，知道他們是警察，但還是放了他們。他們使用這些訊息來定位可能攜帶波普違禁品的一組運輸卡車。然而，當他們在港口停下第一輛卡車時，卻撲了空。導致邁阿密警監艾爾南德斯責罵他們，波普也現身表示憤怒，詹姆斯和班被要求回亞特蘭大並分別面臨停職及開除。
詹姆斯、班、瑪雅和阿傑到酒吧檢討自己。瑪雅想知道為什麼努涅斯這麼快就出現在港口。當阿傑提到努涅斯在波普的捐款對象上時，詹姆斯意識到這是個誘餌，真正的違禁品被帶到港口的其他地方。詹姆斯、瑪雅和阿傑前往港口，但將班被手銬銬在一根桿子上；班找上瑪雅的朋友阿隆索幫忙解開。詹姆斯、瑪雅和阿傑在港口找到走私的毒品和槍枝，但被波普逮住，直到班出面阻饒。波普乘卡車逃跑，將阿傑劫為人質。當詹姆斯在卡車上找不到波普時，波普向他開槍，但班跳起來擋住了子彈。詹姆斯朝波普開了幾槍把他打倒，然後看到班穿著防彈背心。當波普再次起身開槍時，詹姆斯以班為人盾，瑪雅槍殺了波普。
詹姆斯和班因扳倒波普和努涅斯而受到讚揚。為了趕上婚禮，瑪雅將波普的一輛黃色藍寶堅尼讓他們開回家。班和安吉拉在婚禮上準備開著快艇出發，詹姆斯不情願地發表演講，認為班雖然容易惹麻煩，但也救了自己一命，同時幫助自己變得更好。班在開船時意外掉落湖中，並一路被拖在船後方、於湖面滑行，這讓詹姆斯感到很有趣。

## 演員
- 冰塊酷巴飾演詹姆斯·派頓（James Payton）
- 凱文·哈特飾演班·巴柏（Ben Barber）
- 鄭肯飾演阿傑（A.J.）[3]
- 班傑明·布萊特飾演安東尼奧·波普（Antonio Pope）
- 奧莉薇亞·孟恩飾演瑪雅·克魯茲（Maya Cruz）[4]
- 布魯斯·麥吉爾飾演布魯克斯中尉（Lt. Brooks）
- 蒂卡·桑普特飾演安吉拉·派頓（Angela Payton）
- 格蘭·鮑威爾飾演特洛伊（Troy）
- 雪莉·榭佛飾演柯莉（Cori）
- 娜丁·维拉兹蓋兹飾演塔莎（Tasha）
- 泰瑞斯·吉布森飾演梅菲爾德（Mayfield）[5][6]
- 布蕾莎·韋博飾演莎伊拉（Shayla）

## 發行
2014年3月13日，官方宣佈本片於2016年1月15日美國上映。
首支正式預告於2015年8月13日在網上釋出，並與《衝出康普頓》共同放映。

### 評價
電影獲得了多為負面的評價。爛番茄評級12%，Metacritic得分32，整體口碑與前集差不多。據CinemaScore調查，觀眾從A+至F之間給了電影「B+」的平均評價。

### 票房
該片在北美於2016年1月15日上映，與《13小時：班加西的秘密士兵》和《北極熊諾姆》共同競爭。美國首週末票房為3400萬美元，位居當週冠軍。
| 上一届： 《STAR WARS：原力覺醒》 | 2016年美國週末票房冠軍 第3周 | 下一届： 《神鬼獵人》 |

## 榮譽
- 青少年票選獎電影選擇獎：喜劇片
- 青少年票選獎電影選擇獎：喜劇片男演員：凱文·哈特
- 青少年票選獎電影選擇獎：喜劇片男演員：冰塊酷巴
- 青少年票選獎電影選擇獎：怒火戲：凱文·哈特

## 外部連結
- 官方网站
- 互联网电影数据库（IMDb）上《龍兄唬弟2》的资料（英文）
- Box Office Mojo上《龍兄唬弟2》的資料（英文）
- 爛番茄上《龍兄唬弟2》的資料（英文）
- Metacritic上《龍兄唬弟2》的資料（英文）
- 開眼電影網上《龍兄唬弟2》的資料（繁體中文）